# Dougal Haston
Dougal Haston, nome completo Duncan Curdy McSporran Haston (Currie, 19 aprile 1940 – Leysin, 17 gennaio 1977), è stato un alpinista britannico.

## Biografia
Nato in un sobborgo di Edimburgo, inizia ad arrampicare da adolescente, segnalandosi già allora per esuberanza e comportamenti anticonvenzionali. A sedici anni entra nel Junior Mountaineering Club of Scotland.
Frequenta la facoltà di filosofia all'università di Edimburgo, senza laurearsi. Le sue prime realizzazioni sono sulle montagne scozzesi, che presentano dislivelli limitati ma difficoltà alte, specialmente in inverno. Nel settembre del 1959 con l'amico Robin Smith, che morirà pochi anni dopo in Pamir, apre The Bat sul Carn Dearg Buttress del Ben Nevis.
Nello stesso anno con un gruppo di amici si era recato nella stagione estiva in Dolomiti a compiere diverse ripetizioni di valore per l'epoca.

### La direttissima sull'Eiger
Nel 1964 si trasferisce a Leysin, in Svizzera, dove collabora con John Harlin, direttore dell'International School of Mountaineering. Con l'amico e Layton Kor affronta nell'inverno 1965-66 l'impresa che lo porta alla notorietà alpinistica: la direttissima all'Eiger, impresa difficilissima per i tempi, tentata già da diverse cordate (tra le quali, nel 1964, una composta dallo stesso Harlin, Ignazio Piussi, Roberto Sorgato, René Desmaison e Bertrand). I progressi lungo la parete costano parecchi tentativi, protrattisi per settimane a partire dagli inizi di febbraio, in contemporanea con quelli di una cordata tedesca su una linea diversa. In uno di questi Harlin muore causa la rottura di una corda di risalita. Dopo l'incidente, le due cordate decidono di unirsi. La cima è raggiunta il 25 marzo 1966 da una cordata mista guidata da Haston, in condizioni meteorologiche estreme che costano l'amputazione di diverse dita dei piedi ai tedeschi, mentre Haston e Bonington (che aveva partecipato ad alcuni fasi della salita, perlopiù come fotografo) vengono trattati in camera iperbarica a Londra e non subiscono danni. La via verrà liberata solo nel 2010.
Nel 1967 diventa a sua volta Direttore dell'International School of Mountaineering, posizione che mantenne fino alla sua morte.

### Imprese extraeuropee
Nei primi mesi del 1968, con Martin Boysen, Mick Burke, Peter Crew e Jose Luis Fonrouge compie un tentativo sulla cresta sud-est del Cerro Torre che, pur non utilizzando chiodi a pressione, si spinge molto in alto. Devono rinunciare causa il cattivo tempo e la perdita di gran parte del materiale di arrampicata.
Nel 1970 con Don Whillans compie la prima salita della parete sud dell'Annapurna I, prima salita di una parete vera e propria in Himalaya. Con Doug Scott sale nel 1974 il Changabang e nel 1975 la parete sud-ovest del Monte Everest. Tutte le spedizioni erano guidate da Chris Bonington.

### La morte
Nel gennaio 1977, mentre sta scendendo un canalone sotto il Col de Luisset, poco distante dalla sua abitazione, viene investito da una valanga e muore. Lo ricorda una targa posta fuori dall'ufficio postale della sua cittadina natale.

## Opere
- (IT)  Dougal Haston, Verso l'alto (In High Places), traduzione di Luciano Serra, Dall'Oglio, 1978  [1972], ISBN 978-88-7718-363-7.
- (EN)  Dougal Haston, Peter Gillman, Eiger Direct, Londra, Collins, 1966.
- (EN)  Dougal Haston, The Eiger, Londra, Cassell, 1974, ISBN 0-304-29373-3.
- (EN)  Dougal Haston, Calculated Risk, (postumo, a cura di Ariane Giobellina), Londra, Diadem Books, 1979, ISBN 0-906371-45-7.

## Opere a lui dedicate
- (EN) Haston: A Life in the Mountains, documentario, BBC2, 2006.
- (EN)  Jeff Connor, Douglas Haston: The Philosophy of Risk, Edimburgo, Canongate Books, 2002, ISBN 1-84195-215-X.
- (EN)  J. Marshall, Chris Bonington, Doug Scott, Dougal Haston - a tribute (PDF), in Alpine Journal, 1978,  pp. 132-139, ISSN 0065-6569 (WC · ACNP). URL consultato il 9 febbraio 2014.